# آزوریت
آزوریت (Azurite) با فرمول شیمیایی Cu3[OH|CO3]2 کانی نرم مس است که در اثر هوازدگی رسوب‌های سنگ معدن مس ایجاد می‌شود. پس از آنکه اولین بار در شسی له مین نزدیک لیون فرانسه کشف شد آن را با نام شسیلیت نیز می‌شناسند. این کانی در زمان باستان نیز شناخته شده بود، در تاریخ طبیعی پلینیوس از آن با نام یونانی kuanos به معنی «آبی سیر» یاد شده است. نام لاتین آن نیز caeruleum است. به دلیل رنگ آبی کم‌نظیر این کانی از زمان باستان همیشه تمایل بوده که این کانی را به رنگ آسمان آبی بی‌ابر مرتبط کنند؛ ولی نام انگلیسی امروزی آن Azurite به این دلیل انتخاب شده است که هر دو کلمه‌های azurite و azure (به معنی رنگ نیلی یا لاجوردی) از عربی شدهٔ کلمهٔ پارسی لاژورد lazhward منطقه‌ای که به دلیل داشتن سنگ لاجورد معروف است، گرفته شده‌اند.

این کانی بسیار فراوان است و در آلمان، فرانسه، شیلی، استرالیا و آمریکا یافت می‌شود.

## کانی‌شناسی

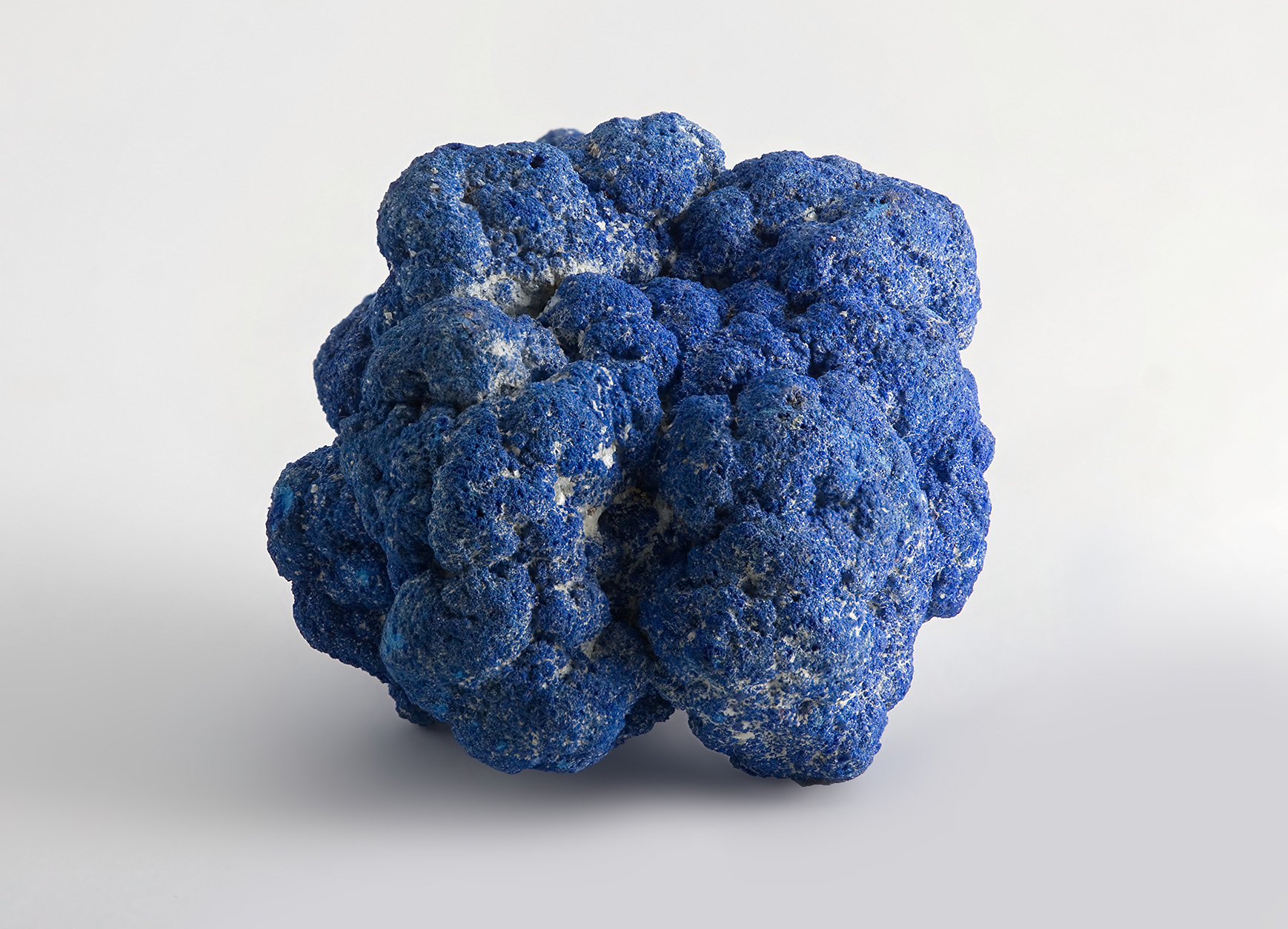
آزوریت یافت‌شده در جنوب استرالیا

بلورهای آزوریت به شکل تک‌شیب است و اگر این بلورها به اندازهٔ کافی بزرگ باشند که دیده شوند به شکل بلورهای آبی تیرهٔ منشوری دیده می‌شوند. نمونه‌های آزوریت معمولاً به شکل توده‌ای تا گلوله‌گلوله و به صورت چکنده دیده شده‌اند. این کانی معمولاً با گذر زمان در اثر هوازدگی رنگش روشن‌تر می‌شود چون سطحش به کانی مالاکیت تبدیل می‌شود. آزوریت در برابر حرارت از بین می‌رود، دی‌اکسید کربن و آب ازدست می‌دهد و به خاکهٔ (پودر) اکسید مس II تبدیل می‌شود.

آزوریت ترد است و علاوه بر اسیدها در آمونیاک نیز به راحتی حل می‌شود.

## کاربرد

### رنگدانه
قرن‌ها از آزوریت به عنوان رنگدانه استفاده می‌شد. بسته به میزان کربنات مس موجود در آن دامنه‌ای از رنگ آبی از آن بدست می‌آید. رنگ حاصل از آن به آبی کوهستان یا سنگ ارمنی یا در زبان ایتالیایی به آبی مگنا شناخته می‌شد. آزوریت وقتی با روغن مخلوط شود رنگ سبز و وقتی با زردهٔ تخم مرغ مخلوط شود رنگ سبز-خاکستری بدست می‌آید. نام‌های دیگر آن Blue Bice و Blue Verditer است. Verditer عنوانی است که به رنگ‌های بدست آمده از فرایندهای شیمیایی داده می‌شود. نمونه‌های قدیمی تر رنگدانه‌های آزوریت به دلیل هوازدگی و تبدیل شدن به مالاکیت بیشتر به رنگ سبز نزدیک‌اند.
گاهی آزوریت با رنگ آبی فرادریا که با ارزش تر است اشتباه گرفته می‌شود برای شناسایی این دو باید به تفاوت رفتار آن‌ها در برابر گرما توجه کرد؛ در حالی که آبی فرادریا در برابر حرارت مقاوم است ولی آزوریت در اثر گرما سیاه می‌شود (اکسید مس). البته اگر آزوریت به آرامی حرارت بیند به رنگدانهٔ آبی سیر تبدیل می‌شود که در گذشته در ژاپن از آن در نقاشی استفاده می‌شد.

### سنگ قیمتی
گاهی از آزوریت به عنوان جواهر یا سنگ زینتی استفاده می‌شود، اما به این دلیل که این سنگ در برابر هوازدگی مقاوم نیست و رنگ آن تغییر می‌کند؛ استفادهٔ آن در این زمینه بسیار محدود است، همچنین حرارت به راحتی آن را ازبین می‌برد در نتیجه باید همواره در دمای اتاق قرار داشته باشد.

### مجموعه‌داری
به دلیل رنگ آبی شدید این سنگ بسیاری از مجموعه‌داران تمایل به نگهداری آزوریت در مجموعه‌های خود دارند ولی به این دلیل که این کانی در برابر نور، هوا و حرارت رنگ آبی خود را ازدست می‌دهد مجبورند آن را در محیط‌های تاریک، خنک و در صندوق‌های مهر و موم شده که شبیه محیط طبیعی آن است؛ نگهداری کنند.

### شناسایی معدن مس
در شناسایی معدن مس، از روی سطح زمین، اگر در آن محل آزوریت پیدا شد به این معنی است که در آنجا سنگ معدن سولفید مس وجود دارد. البته ممکن است آزوریت با مالاکیت همراه باشد و در آنجا رنگ‌های آبی تا سبز روشن دیده شود که همه این‌ها گواه وجود سنگ معدن مس در آن منطقه است.

## تشکیل

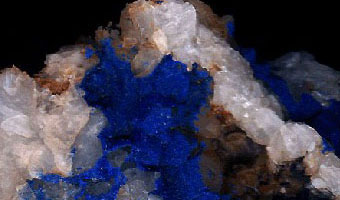
چکندهٔ آزوریت تازه که هنوز دچار هوازدگی نشده است. رنگ آبی سیر آن به خوبی نمایان است.

آزوریت یکی از کانی‌های پایه‌ای کربنات مس II است، کانی دیگر آن مالاکیت است. کربنات مس ساده CuCO3 در طبیعت به صورت آزاد یافت نمی‌شود در آزوریت نیز با دو آنیون هیدروکسید و کربنات همراه است. فرمول شیمیایی آن عبارت است از Cu3(CO3)2(OH)2. اگر چند قطره سولفات مس در محلول اشباع کربنات سدیم به شدت تکان داده شود (هم زده شود) و در طول شب نگه داشته شود؛ از این طریق می‌توان بلورهای کوچک آزوریت را بدست آورد.

### هوازدگی

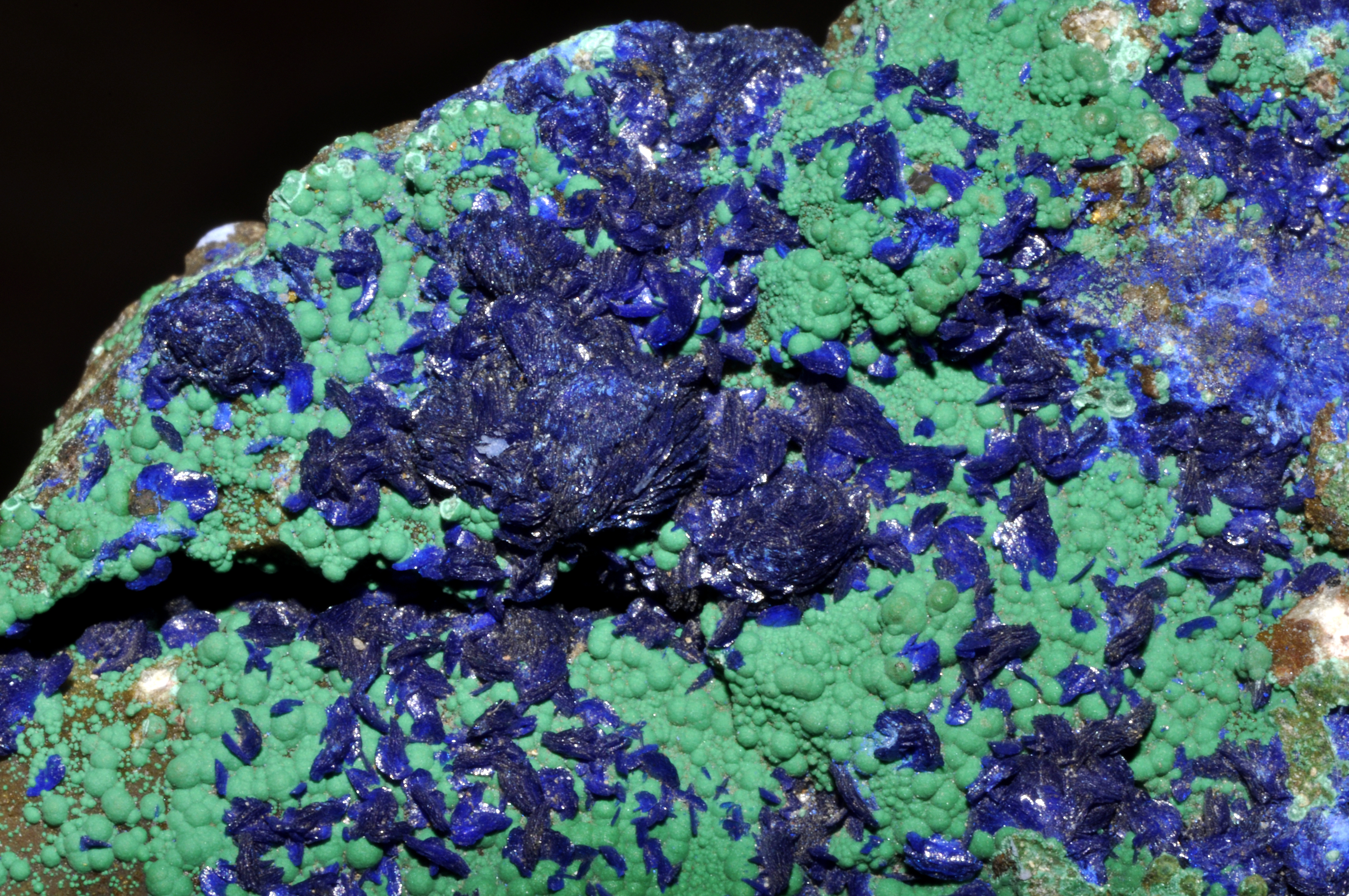
آزوریتی که در سطح آن توده‌های مالاکیت (در اثر هوازدگی) دیده می‌شود.

آزوریت در برابر هوای آزاد ناپایدار است و به مالاکیت تبدیل می‌شود. در فرایند هوازدگی آب H2O جایگزین دی اکسیدکربن CO2 موجود در آزوریت می‌شود. در نتیجه نسبت یون‌های هیدروکسید به کربنات از ۱:۱ به ۱:۲ در مالاکیت تبدیل می‌شود:

2 Cu3(CO3)2(OH)2 + H2O → 3 Cu2(CO3)(OH)2 + CO2

میزان آزوریتی که به مالاکیت تبدیل شده را می‌توان با توجه به اختلاف فشار جزئی دی اکسیدکربن در محیط دید. همچنین آزوریت با محیط‌هایی که شبکه‌های آب زیرزمینی مثلاً آب شور دارند سازگار نیست.

## یادداشت
1. ↑  Chessy-les-Mines
2. ↑  Chessylite
3. ↑  mountain blue
4. ↑  Armenian stone
5. ↑  Azurro Della Magna
6. ↑  Ultramarine
7. ↑  با توجه به روشی که بوسیلهٔ Cennino D'Andrea Cennini توضیح داده شده است.